# Neogoniolithon racemosum
Neogoniolithon racemosum (Kützing) Basso & Rodondi, 2006  é o nome botânico  de uma espécie de algas vermelhas pluricelulares do gênero Neogoniolithon, família Corallinaceae, subfamília Mastophoroideae.
- São algas marinhas encontradas na Croácia.

## Sinonímia
- Spongites racemosa  Kützing, 1841